# 孟晓犁
孟晓犁（英語：Xiao-Li Meng，1963年—），上海人，华裔美国人，统计学家，哈佛大学Whipple V.N. Jones冠名统计学教授，曾于2001年获考普斯会长奖。孟晓犁著有多篇研究性论文，涉及马尔科夫蒙特卡洛算法及其它统计学方法。

## 生平
2004年起孟晓犁开始担任哈佛大学统计系系主任，其间他致力于开创革新型统计学课程，以期使学生对统计学这门学科留下更为积极的印象。他还担任过期刊《Bayesian Analysis》（2003年－2005年）和《Statistica Sinica》（2005年－2008年）的编辑。2012年8月14日，孟晓犁被任命为哈佛大学文理研究生院院长，成为首位出任世界顶尖大学研究生院院长的亞洲人。
孟晓犁获复旦大学数学系理学学士和硕士学位，之后于1990年获哈佛大学统计学博士学位，且分别在1997年和2004年当选国际数理统计学会会士和美国统计协会会士。